# Ascorhynchus simile
Ascorhynchus simile is een zeespin uit de familie Ascorhynchidae. De soort behoort tot het geslacht Ascorhynchus. Ascorhynchus simile werd in 1942 voor het eerst wetenschappelijk beschreven door Fage. 